# Arhythmorhynchus johnstoni
Arhythmorhynchus johnstoni är en hakmaskart som beskrevs av Yves-Jean Golvan 1960. Arhythmorhynchus johnstoni ingår i släktet Arhythmorhynchus och familjen Polymorphidae. Inga underarter finns listade i Catalogue of Life.